# Harpalyce rupicola
Harpalyce rupicola är en ärtväxtart som beskrevs av John Donnell Smith. Harpalyce rupicola ingår i släktet Harpalyce och familjen ärtväxter. Inga underarter finns listade i Catalogue of Life.